# نانتر
شهر نانتر (به فرانسوی: نانتر) در شهرستان او-دو-سن در ناحیه ایل-دو-فرانس با جمعیت ۸۸٬۳۱۶ نفر در کشور فرانسه واقع شده است.